# Festiwal Czerwonej Kaliny w Szmańkowcach

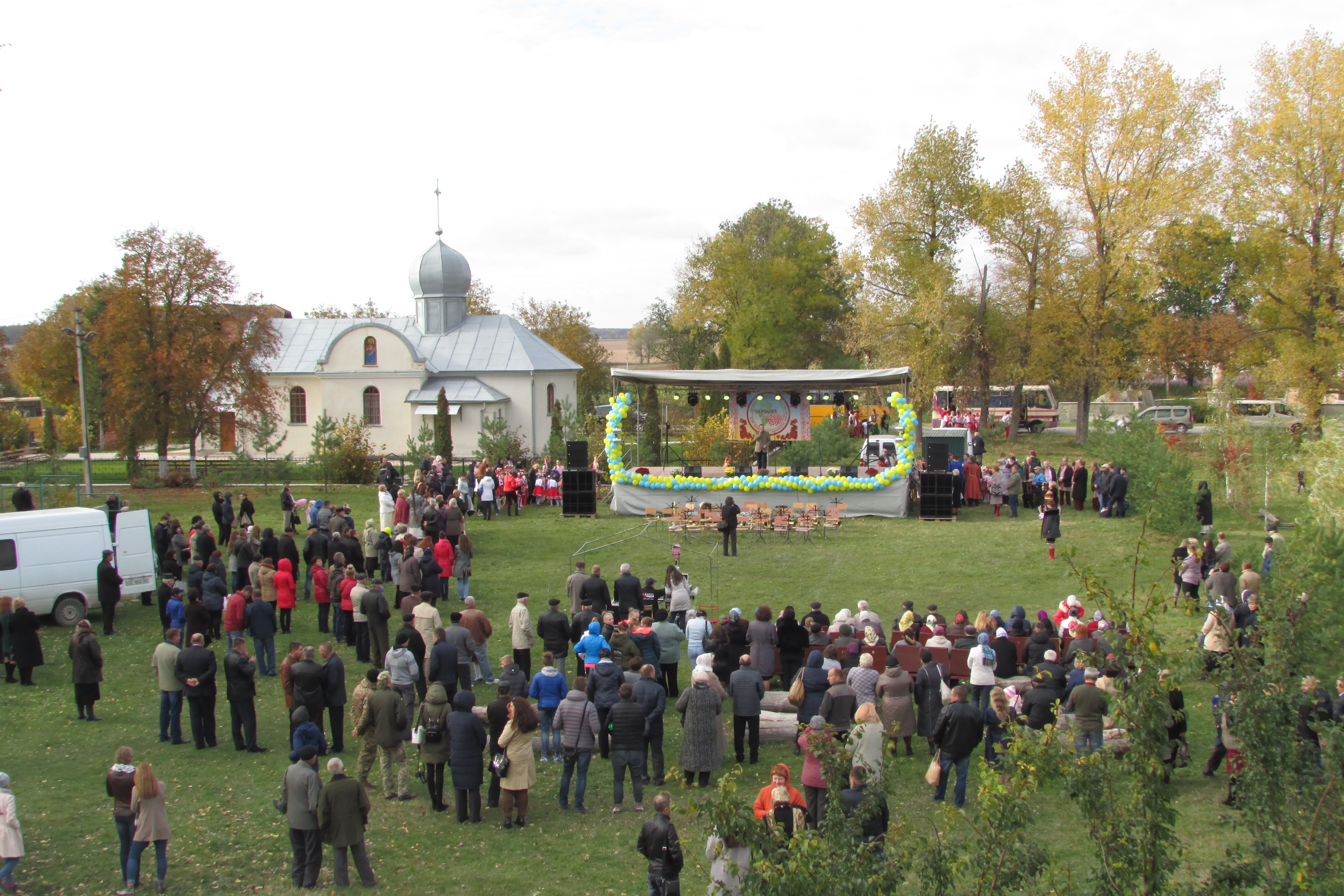
Festiwal w 2017

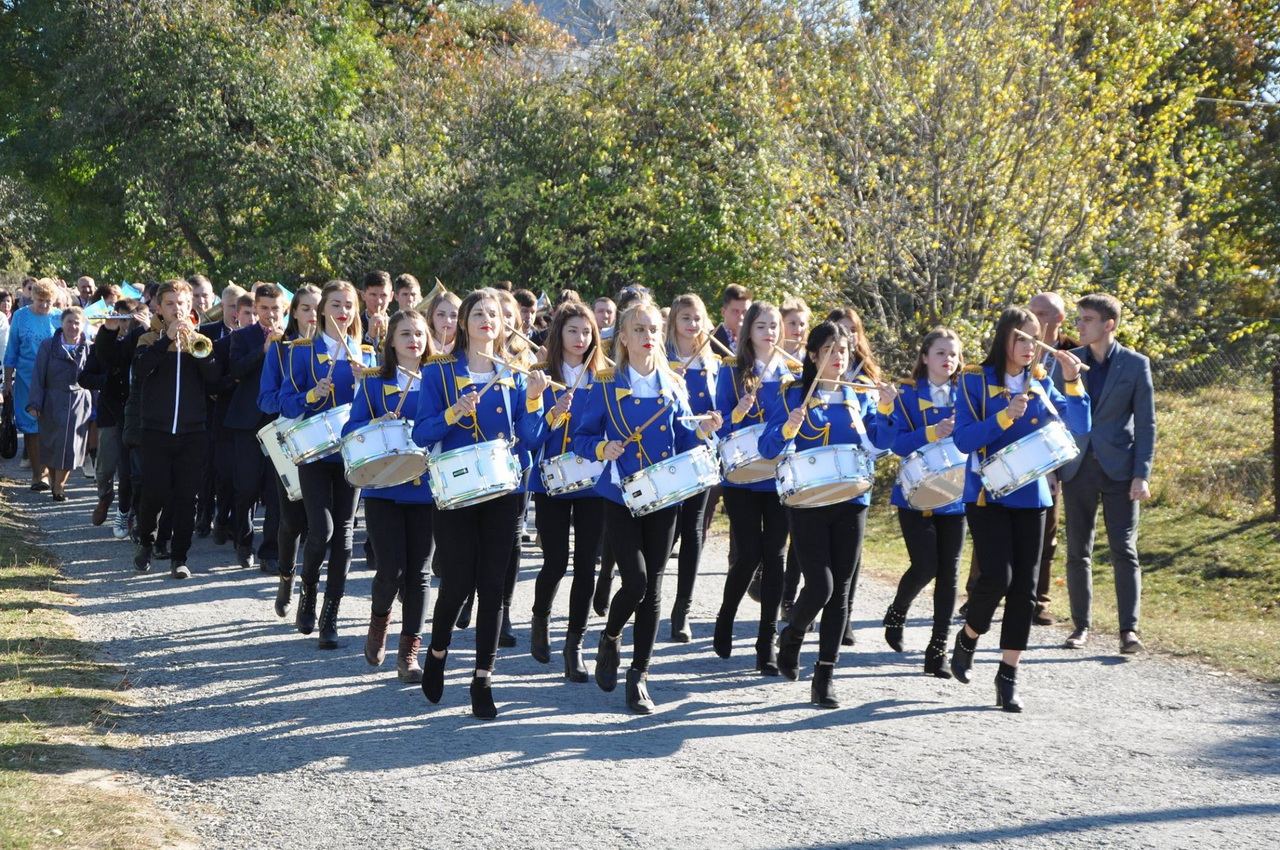
Festiwal w 2018

Festiwal Czerwonej Kaliny (ukr. Фестиваль «Червона калина») – regionalny festiwal artystyczny poświęcony rocznicy urodzin Stepana Czarneckiego. Odbywa się corocznie w październiku we wsi Szmańkowce w obwodzie tarnopolskim na Ukrainie. Po raz pierwszy odbył się 26 maja 1991 r. wraz z odsłonięciem pomnika Stepana Czarneckiego.
Podczas festiwalu prezentowane są amatorskie występy gości z Tarnopola, powiatu, miasta, powiatowego domu kultury, szkół pedagogicznych i medycznych, Terebovlya Zawodowego Kolegium Kultury i Sztuki. W ramach festiwalu odbywa się również wystawa-kiermasz powiatowych rzemieślników, na którym można kupić ich wyroby.

## Historia

### 1991
Na miesiąc przed pierwszym świętem na terenie dawnej parafii zasadzono 110 krzewów czerwonej kaliny (kaliny koralowej) z okazji 110. rocznicy urodzin poety.
Festiwal odbył się 26 maja 1991 r. wraz z odsłonięciem pomnika Stepana Czarneckiego (inicjatorką instalacji była Nadija Proćkiw). Następnie obchodzono 110-lecie urodzin poety. Akcję zorganizowała Hałyna Suszelnyćka, szefowa wydziału kultury. Obecna była także córka poety Ołeksandra Czarnećka-Kuczma.
Podczas festiwalu po raz pierwszy na stadionie obok obok flag czerwonych powieszono też niebiesko-żółte flagi niepodległej Ukrainy.

### 2011
Miał miejsce 9 października.

### 2013
Miał miejsce 13 października. Na festiwalu obecny był autor pomnika Stepana Czarnieckiego, rzeźbiarz Iwan Mularczuk.

### 2015
Pierwsza część festiwalu odbyła się 4 października we wsi Szmańkowce, a druga 14 października na zamku Czortków.

### 2016
Miał miejsce 14 października.
W ramach festiwalu „Czerwona Kalina” ustanowiono rekord Ukrainy za „Najbardziej masowe wykonanie hymnu strzeleckiego Ukrainy”.

### 2017-2018
Miał miejsce 14 października.

### 2019
Miał miejsce 14 października.
Na festiwalu gościła prawnuczka poety Ołesia Czajkowśka i jej rodzina.

### 2020
Odbył się 14 października.

### 2021
Odbył się 14 października.